# Омански залив
Оманският залив (на арабски: الخليج عمان), още наричан Оманско море (на персийски: دريای عمان) и Залив Макран (на урду: خليج مکران), е голям залив в северозападната част на Арабско море край бреговете на Западна Азия. Западните и югозападните му брегове са ограничени от Арабския полуостров, а северните – от континента. Дължина – около 450 km, ширина на входа (между носовете Ал Хад на югозапад и Фасте на североизток) – 330 km, дълбочина – до 3694 m. На северозапад чрез Ормузкия проток се свързва с Персийския залив. По западните и югозападните му брегове са разположени държавите Оман и ОАЕ, а по северните – Иран. От север в него се вливат реките Джегин, Габрик, Гех. Най-голямо пристанище е град Маскат, столицата на Оман.